# Poppenbüll
Poppenbüll este o comună din landul Schleswig-Holstein, Germania.